# Liste des monuments historiques de Saône-et-Loire
Cet article recense les monuments historiques de Saône-et-Loire, en France.

## Statistiques
Au 30 juillet 2025, le département de Saône-et-Loire compte 628 édifices comportant au moins une protection au titre des monuments historiques, dont 233 sont classés et 429 sont inscrits. Le total des monuments classés et inscrits est supérieur au nombre total de monuments protégés car plusieurs d'entre eux sont à la fois classés et inscrits.

## Liste
Pour des raisons de taille, la liste est découpée :
- communes débutant de A à L : liste des monuments historiques de Saône-et-Loire (A-L),
- communes débutant de M à Z : liste des monuments historiques de Saône-et-Loire (M-Z).

Du fait du nombre de protections dans certaines communes, elles font l'objet d'une liste distincte :
- pour Autun, voir la liste des monuments historiques d'Autun
- pour Chalon-sur-Saône, voir la liste des monuments historiques de Chalon-sur-Saône
- pour Cluny, voir la liste des monuments historiques de Cluny
- pour Mâcon, voir la liste des monuments historiques de Mâcon
- pour Tournus, voir la liste des monuments historiques de Tournus